# Kamilla Karlsen
 (20 janvier 2023).
Kamilla Karlsen, née le 7 mai 2000 à Allerød, est une footballeuse danoise évoluant au poste de défenseure au Djurgårdens IF Dam.

## Biographie

### Carrière en club
Kamilla Karlsen débute le football à Allerød FK, avant de jouer au Hillerød GI. Lors de la saison 2016-2017, elle fait ses débuts en première division danoise avec le Ballerup-Skovlunde Fodbold.
À l'été 2017, elle rejoint Brøndby, club phare de l'élite danoise. Dès première saison, elle dispute des premiers matchs de Ligue des champions, participant à deux rencontres cette saison-là. En trois saisons et demie au club, elle dispute soixante-seize rencontres de championnat, et devient championne du Danemark en 2019 et remporte la Coupe du Danemark en 2018. Elle est également vice-championne à deux reprises en 2018 et 2020, ainsi que finaliste de la coupe en 2019.
En janvier 2021, elle signe au FC Fleury 91, en France, pour six mois.

### Carrière internationale
Après avoir évoluée avec les sélections nationales jeunes, des U16 aux U23, portant le brassard de capitaine, Kamilla Karlsen est convoquée pour la première fois en équipe du Danemark en 2019. Elle n'a cependant toujours pas disputé ses premières minutes en A.

## Palmarès
Brøndby IF
- Elitedivisionen (1)
  - Championne : 2019
  - Vice-championne : 2018 et 2020
- Coupe du Danemark (1)
  - Vainqueur : 2018
  - Finaliste : 2019

## Statistiques
| Saison                | Club                  | Championnat           | Championnat | Championnat | Coupe(s) nationale(s) | Coupe(s) nationale(s) | Compétition(s) continentale(s) | Compétition(s) continentale(s) | Compétition(s) continentale(s) | Total | Total |
| Saison                | Club                  | Division              | M.          | B.          | M.                    | B.                    | Comp.                          | M.                             | B.                             | M.    | B.    |
| 2017-2018             | Brøndby IF            | Elitedivisionen       | 24          | 0           |                       |                       | C1                             | 2                              | 0                              | 26    | 0     |
| 2018-2019             | Brøndby IF            | Elitedivisionen       | 23          | 0           |                       |                       | C1                             | 4                              | 0                              | 27    | 0     |
| 2019-2020             | Brøndby IF            | Elitedivisionen       | 18          | 3           |                       |                       | C1                             | 4                              | 0                              | 22    | 3     |
| 2020-2021             | Brøndby IF            | Elitedivisionen       | 11          | 0           |                       |                       | -                              | -                              | -                              | 11    | 0     |
| Sous-total            | Sous-total            | Sous-total            | 76          | 3           |                       |                       | -                              | 10                             | 0                              | 86    | 3     |
| 2020-2021             | FC Fleury 91          | Division 1            | 1           | 0           | 1                     | 0                     | -                              | -                              | -                              | 2     | 0     |
| Sous-total            | Sous-total            | Sous-total            | 1           | 0           | 1                     | 0                     | -                              | -                              | -                              | 2     | 0     |
| Total sur la carrière | Total sur la carrière | Total sur la carrière | 77          | 3           | 1                     | 0                     | -                              | 10                             | 0                              | 88    | 3     |